# Джордж Гаррісон (плавець)
Джордж Гаррісон (англ. George Harrison, 9 квітня 1939 — 3 жовтня 2011) — американський плавець.
Олімпійський чемпіон 1960 року.
Призер Панамериканських ігор 1959 року.